# Пам'ятники Помічної
Ця стаття — список пам'ятників та меморіальних дощок міста Помічна Добровеличківського району на Кіровоградщині.
Більшість пам'ятників Помічної зосереджені в районі центральної площі або на залізничній станції.

## Пам'ятники
| Назва                                                                                            | Дата встановлення | Розташування                           | Фото | Короткі відомості |
| Чорному Петру Павловичу, пам'ятний знак                                                          |                   | У сквері поблизу музею станції Помічна |      | Пам'ятник українському дисиденту П. П. Чорному було встановлено до Всесвітнього дня Землі 18 квітня 2007[джерело?] року.                           |
| Пам'ятник-паровоз                                                                                |                   | Неподалік залізничної станції          |      | У вагоні 1917 року будівництва, причепленому до паровоза, знаходиться музей станції Помічна.                                                       |
| Загиблих в роки Другої Світової Війни, меморіал                                                  |                   | На центральній площі                   |      | |
| Воїнів, загиблих у Другій Світовій Війні, братська могила                                        |                   | На вулиці Перемоги                     |      | Тут поховано 20 радянських солдат та офіцерів; на плиті під постаментом вказані імена та роки загибелі 16-х з них.                                 |
| Обеліск з капсулою нащадкам                                                                      | 1968              | На центральній площі                   |      | На обеліску знаходиться табличка з написом: \| Комсомольцам 2018 года от комсомольцев 1968 года. г. Помошная. Вскрыть 29 октября 2018 г. (рос.) \| |
| Пам'ятник-дрезина                                                                                |                   | Біля надземного переходу до вокзалу    |      | |
| Пам'ятник-танк                                                                                   | 9 травня 1981     |                                        |      | Танк був сконструйований на кошти працівників Помічнянської МТС в 1945 році. Встановлений до 36-ї річниці Перемоги в радянсько-німецькій війні.    |
| Комсомольцам 2018 года от комсомольцев 1968 года. г. Помошная. Вскрыть 29 октября 2018 г. (рос.) |                   |                                        |      | |

## Меморіальні дошки
| Назва | Дата встановлення | Розташування                   | Фото | Короткі відомості |
| На честь звільнення Помічної від німецької окупації | 1994              | На фасаді залізничного вокзалу |      | На дошці знаходиться напис: \| 17 березня 1944 року залізнична станція та місто Помічна були визволені військами 2-го Українського фронту від німецько-фашистських загарбників. У визволенні брали участь воїни 50, 409 стрілецьких дивізій та 36 гвардійської стрілецької дивізій під командуванням Рубана М. О., Ліленкова Г. П., Гречаного Е. П. Вічна слава героям 1944-1994. \| |
| 17 березня 1944 року залізнична станція та місто Помічна були визволені військами 2-го Українського фронту від німецько-фашистських загарбників. У визволенні брали участь воїни 50, 409 стрілецьких дивізій та 36 гвардійської стрілецької дивізій під командуванням Рубана М. О., Ліленкова Г. П., Гречаного Е. П. Вічна слава героям 1944-1994. |                   |                                |      | |

## Колишні пам'ятники
| Назва            | Дата встановлення | Розташування         | Фото | Короткі відомості                          |
| Пам'ятник Леніну |                   | На центральній площі |      | Пам'ятник було знесено в лютому 2014 року. |